# No Rules: Get Phat
No Rules: Get Phat est un jeu vidéo d'action et de plates-formes développé par Flying Tiger Development et édité par TDK Mediactive Inc., sorti en 2001 sur Game Boy Advance.

## Système de jeu
Le joueur contrôle One-eye Jack sur son skateboard dans des niveaux en vue latérale.

## Accueil
- Jeuxvideo.com : 11/20[1]